# Championnat de Tchécoslovaquie de football 1984-1985
Navigation
Saison précédente Saison suivante
La saison 1984-1985 du Championnat de Tchécoslovaquie de football est la 59e édition du championnat de première division en Tchécoslovaquie. Les seize meilleurs clubs du pays se retrouvent au sein d'une poule unique, la First League, où les formations s'affrontent deux fois, à domicile et à l'extérieur. À l'issue du championnat, les deux derniers du classement sont relégués et remplacés par les deux meilleurs clubs de II. Liga, la deuxième division tchécoslovaque.
C'est le club du AC Sparta Prague, tenant du titre, qui termine en tête du classement du championnat, à égalité de points mais un meilleur goal-average que le FC Bohemians Prague. Le SK Slavia Prague et le FC Banik Ostrava terminent à égalité à la 3e place, à quatre points du duo de tête. C'est le 17e titre de champion de Tchécoslovaquie de l'histoire du club.

## Les 16 clubs participants
| - Dukla Prague - TJ Vitkovice - Tatran Presov - SK Slovan Bratislava - FC Bohemians Prague - ZVL Zilina - Petržalka - Promu de II. Liga - FK Inter Bratislava | - Dukla Banska Bystrica - FC Banik Ostrava - RH Cheb - Lokomotiva Kosice - SK Sigma Olomouc - Promu de II. Liga - SK Slavia Prague - Spartak Trnava - AC Sparta Prague |

## Compétition

### Classement
Le barème utilisé pour établir le classement est le suivant :
- Victoire : 2 points
- Match nul : 1 point
- Défaite : 0 point

| Rang | Équipe                   | Pts | J  | G  | N  | P  | Bp | Bc | Diff |
| ---- | ------------------------ | --- | -- | -- | -- | -- | -- | -- | ---- |
| 1    | AC Sparta Prague (T)     | 43  | 30 | 19 | 5  | 6  | 64 | 24 | +40  |
| 2    | FC Bohemians Prague      | 43  | 30 | 17 | 9  | 4  | 58 | 26 | +32  |
| 3    | SK Slavia Prague         | 39  | 30 | 16 | 7  | 7  | 59 | 33 | +26  |
| 4    | FC Baník Ostrava         | 39  | 30 | 14 | 11 | 5  | 41 | 23 | +18  |
| 5    | Dukla Prague (C)         | 32  | 30 | 13 | 6  | 11 | 51 | 40 | +11  |
| 6    | SK Sigma Olomouc (P)     | 31  | 30 | 10 | 11 | 9  | 50 | 47 | +3   |
| 7    | FK Dukla Banská Bystrica | 31  | 30 | 15 | 1  | 14 | 38 | 44 | -6   |
| 8    | RH Cheb                  | 30  | 30 | 12 | 6  | 12 | 44 | 38 | +6   |
| 9    | FC Spartak Trnava        | 29  | 30 | 10 | 9  | 11 | 33 | 39 | -6   |
| 10   | FC Lokomotíva Košice     | 27  | 30 | 9  | 9  | 12 | 34 | 44 | -10  |
| 11   | FC Vítkovice             | 26  | 30 | 8  | 10 | 12 | 30 | 41 | -11  |
| 12   | Tatran Prešov            | 24  | 30 | 9  | 6  | 15 | 28 | 46 | -18  |
| 13   | FK Inter Bratislava      | 23  | 30 | 7  | 9  | 14 | 25 | 34 | -9   |
| 14   | ZVL Zilina               | 23  | 30 | 8  | 7  | 15 | 26 | 49 | -23  |
| 15   | ZTS Petržalka (P)        | 21  | 30 | 6  | 9  | 15 | 29 | 47 | -18  |
| 16   | ŠK Slovan Bratislava     | 19  | 30 | 6  | 7  | 17 | 24 | 59 | -35  |

|  | Qualification pour la Coupe d'Europe des clubs champions 1985-1986                                |
|  | Qualification pour la Coupe des Coupes 1985-1986                                                  |
|  | Qualification pour la Coupe UEFA 1985-1986                                                        |
|  | Relégation en II. Liga                                                                            |
|  | (T) Tenant du titre (C) Vainqueur de la Coupe du Tchécoslovaquie (P) : Promu de deuxième division |

## Bilan de la saison
| Championnat de Tchécoslovaquie de football 1984-1985 |                              |
| Champion                                             | AC Sparta Prague (17e titre) |
| Coupes et trophées                                   |                              |
| Vainqueur de la Coupe de Tchécoslovaquie 1984-1985   | Dukla Prague                 |
| Qualifications continentales                         |                              |
| Coupe d'Europe des clubs champions 1985-1986         | AC Sparta Prague             |
| Coupe des Coupes 1985-1986                           | Dukla Prague                 |
| Coupe UEFA 1985-1986                                 | SK Slavia Prague             |
| Coupe UEFA 1985-1986                                 | FC Bohemians Prague          |
| Promotions et relégations                            |                              |
| Promus en I. Liga                                    | DAC Dunajska Streda          |
| Promus en I. Liga                                    | SK Dynamo České Budějovice   |
| Relégués en II. Liga                                 | SK Slovan Bratislava         |
| Relégués en II. Liga                                 | ZTS Petržalka                |